# Nederlandse Vereniging voor Medisch Onderwijs
De Nederlandse Vereniging voor Medisch Onderwijs (NVMO) is de vereniging voor mensen die werkzaam zijn in het medisch en paramedisch hoger onderwijs in Nederland en Vlaanderen, medisch onderwijskundig onderzoek en de vervolgopleidingen. De vereniging zetelt in Utrecht en heeft meer dan 1300 leden 2018.
De NVMO beoogt een bijdrage te leveren aan de kwaliteit van de opleidingen in de gezondheidszorg door het bevorderen van onderzoek en ontwikkeling van onderwijs en professionalisering van docenten. De NVMO staat open voor alle betrokkenen bij het onderwijs in de gezondheidszorg, dus voor docenten, studenten en onderwijskundigen, opleiders in medische vervolgopleidingen, praktiserende (tand)artsen en paramedici die in hun werk te maken hebben met onderwijssituaties uit Nederland en Vlaanderen.
Belangrijke activiteiten van de vereniging zijn: 
- de Ethical Review Board (ERB)
- de 19 werkgroepen 
- het jaarlijkse nvmo-congres met ruim 900 bezoekers 
- het tijdschrift Perspectives on Medical Education.